# Mittenothamnium overlaetii
Mittenothamnium overlaetii är en bladmossart som beskrevs av Thériot och Georges Raymond Léonard Naveau 1942. Mittenothamnium overlaetii ingår i släktet Mittenothamnium och familjen Hypnaceae. Inga underarter finns listade i Catalogue of Life.